# Ołeh Komarczew
Ołeh Komarczew (ukr. Олег Комарчев; ur. 7 sierpnia 1994 w Kijowie) – ukraiński hokeista.

## Kariera
- Biłyj Bars Browary (2009-2012)
- Biłyj Bars Biała Cerkiew (2012-2013)
- HK Krzemieńczuk (2013-2014)
- HC GKS Katowice (2014-2015)
- LHT Lublin (2016-?)
- KH Dębica (2020-)

W barwach Ukrainy wystąpił na turniejach mistrzostw świata juniorów do lat 18 w 2012 (Dywizja IB) oraz mistrzostw świata juniorów do lat 20 w 2014 (Dywizja IB),
Był zawodnikiem klubu Biłyj Bars z siedzibą najpierw w Browarach, później w Białej Cerkwi, biorąc udział w rozgrywkach mistrzostw Ukrainy. W sezonie 2013/2014 grał w ukraińskim klubie z Krzemieńczuka, uczestniczącym w 2. lidze białoruskiej. Od 2014 zawodnik HC GKS Katowice w rozgrywkach Polskiej Hokej Ligi. W barwach klubu grał w sezonie PHL 2014/2015. W sezonach 2016/2017, 2017/2018 zawodnik LHT Lublin w II lidze polskiej. W edycji 2020/2021 tych rozgrywek został zawodnikiem zespołu KH Dębica.